# ۴۸۷ (خورشیدی)
۴۸۷ چهارصد و هشتاد و هفتمین سال هجری خورشیدی است.